# Nueva Esperanza (Colón)
Nueva Esperanza es un corregimiento del Distrito Especial Omar Torrijos Herrera, en la provincia de Colón, República de Panamá. Su creación fue establecida mediante Ley 11 del 20 de febrero de 2018. Su cabecera es Nuevo Sinaí.